# Calommata truculenta
Espèce
Synonymes
- Camptotarsus truculentus Thorell, 1887

Calommata truculenta est une espèce d'araignées mygalomorphes de la famille des Atypidae.

## Distribution
Cette espèce est endémique de Birmanie.

## Publication originale
- Thorell, 1887 : Viaggio di L. Fea in Birmania e regioni vicine. II. Primo saggio sui ragni birmani. Annali del Museo civico di storia naturale di Genova, vol. 25, p. 5-417.